# Fangaua

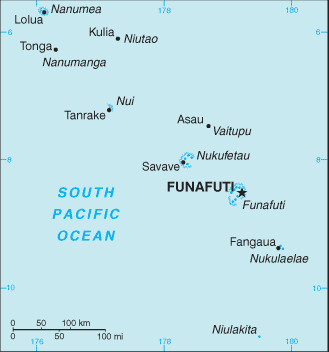
Mapa de Tuvalu.

Fangaua es una pequeña aldea del país de Tuvalu en Oceanía, dicha aldea está situada en el islote de Nukulaelae. Se encuentra al sureste de la isla de Funafuti en la que está situada la capital del país.
- Datos: Q3359953